# Le Chari-vari du chat viré
Pour plus de détails, voir Fiche technique et Distribution.
Le Chari-vari du chat viré (Scaredy Cat) est un court métrage d'animation américain de la série Merrie Melodies mettant en scène Porky Pig et Sylvestre le chat, réalisé par Chuck Jones et produit par la Warner Bros. Cartoons, sorti en 1948.